# Weiach
Weiach este un oraș în Elveția.